# أدان زاباتا
أدان زاباتا (بالإسبانية: Adán Zapata)‏ هو رابر ورئيس تشريفات مكسيكي، ولد في 20 أكتوبر 1990 في سان نيكولاس دي لوس غارزا في المكسيك، وتوفي في 1 يونيو 2012 في مونتيري في المكسيك.

## وصلات خارجية
- أدان زاباتا على موقع ميوزك برينز (الإنجليزية)